# Крайняя необходимость
Крайняя необходимость — случаи, когда лицо для того, чтобы предотвратить ущерб своим личным интересам, интересам других лиц, общества и государства, вынужденно причиняет вред другим охраняемым интересам. В уголовном праве крайняя необходимость является одним из обстоятельств, исключающих преступность деяния. В других отраслях права играет схожую роль.
Отличие крайней необходимости от необходимой обороны и аналогичных институтов других отраслей права заключается в том, что вред причиняется не тому лицу, которое создало опасность причинения ущерба, а третьим лицам. Ввиду этого применяется доктрина «меньшего зла»: причинённый вред должен быть меньше предотвращённого.

## Содержание крайней необходимости
По сути, крайняя необходимость представляет собой ситуацию, когда имеется конфликт между двумя правоохраняемыми интересами, причём защитить один из этих интересов можно лишь нарушив другой. Примером такой ситуации может служить уничтожение имущества, находящегося вблизи очага пожара, которое произошло в результате выполнения действий, направленных на недопущение дальнейшего распространения огня.
Как правило, данный конфликт интересов представляет собой конфликт субъективных прав: одно субъективное право может быть осуществлено лишь за счёт нарушения другого. Однако крайняя необходимость может возникать и как результат столкновения обязанностей, из которых выполнена может быть только одна. Например, в случае, когда врача одновременно вызывают два больных, он может отправиться оказывать помощь только одному из них. Если он выберет более тяжёлого больного, его действия могут рассматриваться как совершенные в условиях правомерной крайней необходимости, он не будет нести ответственности за вред, причинённый второму больному вследствие его опоздания.
Западная правовая наука содержанием крайней необходимости считает защиту коллективного интереса, которая осуществляется в целях «минимизации вреда»; этим она отличается от самообороны, которая признаётся прежде всего защитой личного интереса.
Как правило, причинение вреда при крайней необходимости является результатом активных действий виновного, однако возможно и причинение вреда в результате бездействия (как в описанном выше случае с врачом и двумя больными).

## Характер угрозы при крайней необходимости
Основанием действий лица, совершаемых в состоянии крайней необходимости, является наличие угрозы причинения вреда его личным интересам или интересам третьих лиц. Природа такой угрозы может быть самая различная.
Так, угроза может быть обусловлена действием сил стихии: она может быть результатом наводнения, лесного пожара, схода лавины и других природных процессов, которые могут причинить вред жизни и здоровью людей, имуществу и деятельности предприятий и организаций. Опасность может носить и техногенный характер: быть связанной с неполадками в работе техники и механизмов (в том числе транспортных средств). Физиологические процессы в организме человека также могут создавать состояние крайней необходимости: к числу таких процессов можно отнести голод, болезни, роды. Наконец, опасность может быть создана противоправными действиями людей: например, нарушением правил дорожного движения. В этом случае вред будет считаться причинённым в рамках крайней необходимости, если он наносится не правонарушителю, а невиновным третьим лицам. Угрозу может вызвать и совокупное действие нескольких обстоятельств..
Угроза должна быть наличной, то есть к моменту совершения действий, направленных на причинение вреда, уже должна реально возникнуть опасность, на предотвращение которой рассчитаны эти действия. Причинение вреда для устранения возможной будущей опасности не является исключающим ответственность обстоятельством. Не может идти речи о крайней необходимости и в случаях, когда развитие опасности уже зашло настолько далеко, что вред предотвратить или возместить невозможно.
Недопустима провокация крайней необходимости, то есть умышленное создание опасности для того, чтобы потом предотвратить её развитие путём причинения вреда третьим лицам. Такие действия влекут ответственность на общих основаниях. Запрет провокации крайней необходимости закреплён в законодательстве некоторых стран (например, Испании). Однако если опасность причинения вреда каким-либо интересам была создана не умышленно, а по неосторожности, причинение вреда в рамках крайней необходимости правомерно.

## Характер причинённого вреда
Вред при крайней необходимости причиняется интересам третьих лиц, не имеющих отношения к возникшей опасности. Поэтому общим условием правомерности причинения вреда считается меньший размер причинённого вреда по сравнению с предотвращённым. При сравнении размера учитывается как количественная характеристика ущерба (например, стоимость уничтоженного имущества), так и качественная: так, имущественный ущерб, как правило, признаётся менее существенным, чем физический вред, причинённый здоровью человека.
Как правило, признаётся, что, если опасности можно было избежать без причинения вреда интересам третьих лиц, но вред всё же был причинён, крайняя необходимость отсутствует. Спорным является вопрос о том, должен ли быть вред, причинённый в рамках крайней необходимости, минимальным. Указывается, что выбор оптимального варианта поведения в условиях крайней необходимости неизбежно носит субъективный характер (то есть лицо выбирает тот способ избежания опасности, который в данных конкретных условиях представляется ему минимально достаточным), причём принимающее решение лицо нередко действует в условиях стрессовой ситуации, с жёсткими временными ограничениями и в условиях недостатка информации. Ввиду этого выбор неоптимального варианта поведения не должен автоматически признаваться нарушением условий правомерности крайней необходимости, для привлечения лица к ответственности необходимо, чтобы превышение пределов крайней необходимости носило умышленный и осознаваемый характер.
Спорным является вопрос о возможности причинения смерти в рамках крайней необходимости. В практике и теории он не находит однозначного разрешения. Ввиду этого крайне спорными остаются ситуации, когда для спасения жизни многих людей причиняется смерть нескольким невиновным людям.
Современная уголовно-правовая доктрина (как российская, так и мировая), как правило, признаёт такое причинение вреда возможным в исключительных случаях, когда такие действия являются единственным способом предотвратить причинение много большего вреда. В качестве примера такой ситуации называется уничтожение пассажирского самолёта, захваченного террористами, если имеется основание предполагать, что он будет использован для совершения атаки, подобной разрушению Всемирного торгового центра в Нью-Йорке.
Причинение большего вреда, чем допустимый, считается превышением пределов крайней необходимости и влечёт за собой ответственность. Как правило, это обстоятельство признаётся смягчающим наказание. Наказуемым является только умышленное превышение пределов крайней необходимости, неосторожное причинение несоразмерного вреда ненаказуемо.

## Субъект крайней необходимости
Правом причинения вреда в рамках крайней необходимости, как правило, наделяются все лица независимо от их отношения к интересу, которому причиняется вред, служебного положения и иных качеств. Однако некоторые категории лиц не только вправе, но и обязаны совершить действия, связанные с причинением ущерба для предотвращения более опасного вреда. Например, капитан терпящего бедствие судна обязан обеспечить безопасность экипажа и пассажиров судна, в том числе и путём уничтожения груза, перевозимого судном.

## Ошибка при крайней необходимости
Существует несколько возможных ошибок, связанных с крайней необходимостью. Первой из них является ошибка относительно наличия или характера опасности, вызывающей необходимость совершения причиняющих вред действий. Если лицо ошибочно полагало, что имеется опасность причинения вреда каким-либо интересам, в то время как такой опасности на деле не существовало, вопрос об ответственности будет решаться исходя из того, была ли у данного лица возможность оценить действительный характер опасности или нет. Если такой возможности не было, вред будет считаться причинённым невиновно, если же она была — имеет место причинение вреда по неосторожности. В целом данная ситуация схожа с мнимой обороной и обычно оценивается по тем же правилам.
Ошибочным может быть также представление о размере предотвращаемого вреда. Юридическое значение будет иметь переоценка такого вреда, которая привела к фактическому причинению лицом такого же по тяжести или большего ущерба, чем предотвращённый. Объективно такие действия выходят за рамки крайней необходимости, однако современным правом принимаются в расчёт субъективные возможности лица по оценке опасной ситуации: признаётся, что если лицо, допустившее такую ошибку, не предвидело и не могло предвидеть такого её развития, в том числе вследствие влияния эмоционального фактора, ответственность не наступает ввиду невиновности причинения вреда.

## Крайняя необходимость в уголовном праве
Нормы о крайней необходимости включены в уголовное законодательство большинства стран мира.
Так, крайняя необходимость законодательно урегулирована уголовными кодексами Болгарии, Венгрии, Польши, Франции, ФРГ и других стран. Например, согласно п. 5 ст. 20 УК Испании не подлежит уголовной ответственности тот, «кто в состоянии необходимости, для предотвращения вреда себе или другому лицу наносит вред или ущерб правам другого лица или нарушает обязательства, если это соответствует следующим условиям: во-первых, если причиненный вред не больше вреда, который был предотвращен; во-вторых, если состояние необходимости не было спровоцировано лицом, причиняющим вред; в-третьих, если профессиональной обязанностью лица, находящегося в состоянии необходимости, не является самопожертвование в защиту чьих-либо прав».
В целом в западном праве под крайней необходимостью понимается признаваемое правомерным нарушение формального правового запрета, причиняющее вред законным интересам невиновной третьей стороны, совершаемое в целях устранения опасности, угрожающей другим правовым интересам.

### Крайняя необходимость в уголовном праве России
Уголовный кодекс РФ включает в себя норму о крайней необходимости. Соответствующие положения содержатся в его ст. 39:

Статья 39. Крайняя необходимость
1. Не является преступлением причинение вреда охраняемым уголовным законом интересам в состоянии крайней необходимости, то есть для устранения опасности, непосредственно угрожающей личности и правам данного лица или иных лиц, охраняемым законом интересам общества или государства, если эта опасность не могла быть устранена иными средствами и при этом не было допущено превышения пределов крайней необходимости.
2. Превышением пределов крайней необходимости признается причинение вреда, явно не соответствующего характеру и степени угрожавшей опасности и обстоятельствам, при которых опасность устранялась, когда указанным интересам был причинен вред равный или более значительный, чем предотвращенный. Такое превышение влечет за собой уголовную ответственность только в случаях умышленного причинения вреда.

### Крайняя необходимость в законодательстве стран СНГ
Нормы о крайней необходимости имеются в уголовных кодексах стран СНГ (Белоруссии, Латвии, Узбекистана, Казахстана, Кыргызстана и т. д.). В целом подход к регулированию данного института схож с российским, однако есть и уточнения. Так, в ст. 38 УК Узбекистана говорится, что правомерность крайней необходимости зависит от характера и степени предотвращенной опасности, реальности и близости её наступления, фактических возможностей лица по её предотвращению, его душевного состояния в сложившейся ситуации и других обстоятельств дела. УК Киргизии содержит указание о том, что причинение чрезмерного вреда по неосторожности не является нарушением условий правомерности крайней необходимости.

## Крайняя необходимость вадминистративном праве
В России причинение лицом вреда охраняемым законом интересам в состоянии крайней необходимости, то есть для устранения опасности, непосредственно угрожающей личности и правам данного лица или других лиц, а также охраняемым законом интересам общества или государства, если эта опасность не могла быть устранена другими средствами и если причинённый вред является менее значительным, чем предотвращённый вред, не является административным правонарушением (ст. 2.7 Кодекса Российской Федерации об административных правонарушениях).